# Lijst van premiers van Indonesië
Tussen 1945 en 1966 bestond in Indonesië de functie van premier (in het Indonesisch Perdana Menteri, letterlijk eerste minister). Van 1959 tot 1966 had Soekarno een dubbelrol van zowel president als premier.
| Nr. | Premier | Premier                           | Ambtstermijn     | Ambtstermijn     | Partij     |
| --- | ------- | --------------------------------- | ---------------- | ---------------- | ---------- |
| 1   |         | Soetan Sjahrir                    | 14 november 1945 | 20 juni 1947     | PS         |
| 2   |         | Amir Sjarifoeddin                 | 3 juli 1947      | 29 januari 1948  | PS and PKI |
| 3   |         | Mohammed Hatta                    | 29 januari 1948  | 20 december 1949 |            |
| —   |         | Soesanto Tirtoprodjo (waarnemend) | 20 december 1949 | 16 januari 1950  |            |
| 4   |         | Abdoel Halim                      | 16 januari 1950  | 5 september 1950 |            |
| 5   |         | Muhammad Natsir                   | 5 september 1950 | 26 april 1951    | Masjoemi   |
| 6   |         | Soekiman Wirjosandjojo            | 26 april 1951    | 1 april 1952     | Masjoemi   |
| 7   |         | Wilopo                            | 1 april 1952     | 30 juli 1953     | PNI        |
| 8   |         | Ali Sastroamidjojo                | 30 juli 1953     | 11 augustus 1955 | PNI        |
| 9   |         | Boerhanoeddin Harahap             | 11 augustus 1955 | 20 maart 1956    | Masjoemi   |
| (8) |         | Ali Sastroamidjojo                | 20 maart 1956    | 9 april 1957     | PNI        |
| 10  |         | Djoeanda Kartawidjaja             | 9 april 1957     | 9 juli 1959      | PNI        |
| 11  |         | Soekarno                          | 9 juli 1959      | 25 juli 1966     |            |